# دورنهولتسهاوزن
دورنهولتسهاوزن (به آلمانی: Dornholzhausen) یک شهر در آلمان است که در Verbandsgemeinde Nassau واقع شده‌است.